# آلفين هولينغسوررث
آلفين هولينغسوررث (بالإنجليزية: Alvin Hollingsworth)‏ هو رسام أمريكي، ولد في 25 فبراير 1928 في هارلم في الولايات المتحدة، وتوفي في 14 يوليو 2000 في مقاطعة ويستتشستر في الولايات المتحدة.